# Грачи (Башкортостан)
Грачи — упразднённая деревня Партизанского сельсовета Мелеузовского района.

## География
находится на юге республики, в пределах Прибельской увалисто-волнистой равнины.
Расстояние, по данным на 1969 год, до:
- районного центра (Мелеуз): 20 км,
- центра сельсовета (Васильевка): 12 км,
- ближайшей ж/д станции (Зиган): 20 км.

## История
На 1969 год входил в Васильевский сельсовет (центр — с. Васильевка).
Официально закрыта в 1979 году. Указ Президиума ВС Башкирской АССР от 29.09.1979 № 6-2/312 «Об исключении некоторых населённых пунктов из учётных данных по административно-территориальному делению Башкирской АССР» гласил:

Президиум Верховного Совета Башкирской АССР постановляет: 

В связи с перечислением жителей и фактическим прекращением существования исключить из учётных данных по административно-территориальному делению Башкирской АССР следующие населённые пункты

по Мелеузовскому району:

деревни Александровка, Грачи, Николаевка Партизанского сельсовета
— Указ Президиума ВС Башкирской АССР от 29.09.1979 № 6-2/312 «Об исключении некоторых населённых пунктов из учётных данных по административно-территориальному делению Башкирской АССР»

## Население
По данным на 1 января 1969 года проживало 76 человек, преимущественно русские.

## Инфраструктура
Было личное подсобное хозяйство.

## Транспорт
Просёлочная дорога до деревни Терекла.